# Vent du Midi
Le vent du Midi (nom vieilli) est un vent local provenant de la mer Méditerranée soufflant dans les vallées de la Loire, de l'Allier, ainsi qu'en région lyonnaise principalement en hiver. Ce vent est doux et sec.
Par effet de fœhn, les précipitations peuvent être abondantes sur les massifs sud du Massif central et par conséquent, l'air qui arrive au nord du Massif central est beaucoup plus sec et très doux.
Ce vent peut même faire fondre la neige en plein milieu de l'hiver dans les monts du Forez ou sur les hauts-plateaux du Velay. Comme l'air est extrêmement stable, et que le vent en altitude est orienté de sud-ouest à ouest (par effet de friction), le vent du Midi engendre des ondes orographiques qui sont très appréciées  des pilotes de planeur locaux. Ce vent peut être violent par effet Venturi.
En général, ce vent se lève à l'approche d'une perturbation provenant de l'océan Atlantique et par conséquent il est dit que lorsque le vent du Midi tombe, il va pleuvoir voire neiger.  De plus, un dicton local du Forez dit que lorsqu'on peut voir le mont Blanc, la pluie est en chemin,.
Ainsi, lorsque le vent du Midi est modéré, les vallées de la Loire et de l'Allier peuvent être soumises à un très grand beau temps chaud accompagné d'un air limpide qui est trompeur. En effet le front chaud peut n'engendrer aucunes précipitations (grâce à l'effet de foehn) et lorsque le front froid traverse la région, le vent prend la direction du nord-ouest. Par effet orographique, l'humidité se décharge sur le nord du Massif central et en général le Mistral se lève dans la vallée du Rhône. Une explication plausible du dicton cité plus haut est que lorsque le Forez est soumis à du beau temps stable par régime de vent du nord/nord-est, l'air est légèrement brumeux et donc qu'il est impossible de voir le mont Blanc situé à 200 km de là. Par contre par régime de vent du Midi/foehn, l'air devient transparent ce qui permet de voir le Mont Blanc et donc une dégradation du temps est à venir.
La ville de Montbrison qui est localisée sous le vent, au pied des monts du Forez, est appelée localement le petit Nice car les précipitations y sont extrêmement peu abondantes. De plus, par temps de vent du Midi (ou d'ouest), Montbrison peut bénéficier d'un ensoleillement localisé grâce à la présence d'un trou de fœhn.